# Maren Knebel
Maren Knebel, född 1985, är en tysk kanotist.
Hon tog bland annat VM-guld i K-4 200 meter i samband med sprintvärldsmästerskapen i kanotsport 2007 i Duisburg.